# 海迪·松达尔
海迪·松达尔（挪威語：Heidi Sundal，1962年10月30日—），挪威前女子手球运动员。她曾代表挪威国家队参加1988年和1992年夏季奥林匹克运动会手球比赛，两届比赛均获得银牌。